# Милунович, Мило
Мило Милунович (серб. Мило Милуновић; 6 августа 1897, Цетине, Черногория — 25 мая 1967, Белград) — черногорский живописец. Создатель черногорской школы живописи первой половины XX века.

## Биография
Родился в Цетине, Черногория. Учился в мастерской Альберто Джакометти во Флоренции (1912—1914). Жил в основном в Белграде (в 1919—22 и в 1926—1932 — в Париже). Профессор Академии Художеств в Белграде (с 1937).
Испытал влияние Поля Сезанна и кубизма; в 20-е годы приближался к неоклассике, в 30-е годы использовал приёмы импрессионизма. Для работ после 1945 характерны яркая декоративность, чёткий, несколько схематичный рисунок, использование национальных мотивов. Работал также в области монументальной живописи (росписи в здании Исполнительного веча Социалистической Республики Сербии в Белграде, 1955).